# Papua-Nova Guiné nos Jogos Olímpicos de Verão de 2024
Papua-Nova Guiné participou dos Jogos Olímpicos de Verão de 2024, realizados em Paris, na França. Foi a 12.ª aparição do país nos Jogos Olímpicos desde a estreia em Montreal 1976.
Foi representado por sete atletas que competiram em cinco esportes, mas nenhum conquistou medalhas.

## Competidores
Esta foi a participação por modalidade nesta edição:
| Esporte        | Masculino | Feminino | Total |
| -------------- | --------- | -------- | ----- |
| Atletismo      | 0         | 1        | 1     |
| Boxe           | 1         | 0        | 1     |
| Halterofilismo | 1         | 0        | 1     |
| Natação        | 1         | 1        | 2     |
| Taekwondo      | 2         | 0        | 2     |
| Total          | 5         | 2        | 7     |

## Desempenho

### Atletismo
- Q = Qualificado para a próxima fase
- q = Qualificado para a próxima fase como o perdedor mais rápido ou, em eventos de campo, pela posição sem atingir o alvo para qualificação
- N/A = Fase não aplicável para o evento
- Bye = Atleta não precisou disputar aquela fase

Feminino
Eventos de pista
| Atleta     | Evento | Preliminar | Preliminar | Baterias | Baterias | Semifinal   | Semifinal   | Final       | Final       | Ref.  |
| Atleta     | Evento | Tempo      | Pos.       | Tempo    | Pos.     | Tempo       | Pos.        | Tempo       | Pos.        | Ref.  |
| ---------- | ------ | ---------- | ---------- | -------- | -------- | ----------- | ----------- | ----------- | ----------- | ----- |
| Leonie Beu | 100 m  | 11.63      | 3 Q        | 11.73    | 8        | Não avançou | Não avançou | Não avançou | Não avançou | [ 5 ] |

### Boxe
Masculino
| Atleta   | Evento      | Primeira fase        | Oitavas              | Quartas              | Semifinais           | Final / DB           | Final / DB  | Ref.  |
| Atleta   | Evento      | Adversário Resultado | Adversário Resultado | Adversário Resultado | Adversário Resultado | Adversário Resultado | Pos.        | Ref.  |
| -------- | ----------- | -------------------- | -------------------- | -------------------- | -------------------- | -------------------- | ----------- | ----- |
| John Ume | Até 63,5 kg | CUB E Álvarez D RSC  | Não avançou          | Não avançou          | Não avançou          | Não avançou          | Não avançou | [ 6 ] |

### Halterofilismo
Masculino
| Atleta     | Evento    | Arranco | Arranco | Arremesso | Arremesso | Total | Pos. | Ref.  |
| Atleta     | Evento    | Result. | Pos.    | Result.   | Pos.      | Total | Pos. | Ref.  |
| ---------- | --------- | ------- | ------- | --------- | --------- | ----- | ---- | ----- |
| Morea Baru | Até 61 kg | 118     | 7       | 161       | 5         | 279   | 5    | [ 7 ] |

### Natação
Masculino
| Atleta      | Evento      | Eliminatórias | Eliminatórias | Semifinal   | Semifinal   | Final       | Final       | Ref.  |
| Atleta      | Evento      | Tempo         | Pos.          | Tempo       | Pos.        | Tempo       | Pos.        | Ref.  |
| ----------- | ----------- | ------------- | ------------- | ----------- | ----------- | ----------- | ----------- | ----- |
| Josh Tarere | 100 m livre | 53.85         | 72            | Não avançou | Não avançou | Não avançou | Não avançou | [ 8 ] |

Feminino
| Atleta             | Evento     | Eliminatórias | Eliminatórias | Semifinal   | Semifinal   | Final       | Final       | Ref.  |
| Atleta             | Evento     | Tempo         | Pos.          | Tempo       | Pos.        | Tempo       | Pos.        | Ref.  |
| ------------------ | ---------- | ------------- | ------------- | ----------- | ----------- | ----------- | ----------- | ----- |
| Georgia-Leigh Vele | 50 m livre | 27.61         | 44            | Não avançou | Não avançou | Não avançou | Não avançou | [ 9 ] |

### Taekwondo
Masculino
| Atleta        | Evento        | Preliminar                 | Oitavas              | Quartas              | Semifinais           | Repescagem           | Final / DB           | Final / DB  | Ref.   |
| Atleta        | Evento        | Adversário Resultado       | Adversário Resultado | Adversário Resultado | Adversário Resultado | Adversário Resultado | Adversário Resultado | Pos.        | Ref.   |
| ------------- | ------------- | -------------------------- | -------------------- | -------------------- | -------------------- | -------------------- | -------------------- | ----------- | ------ |
| Kevin Kassman | Até 68 kg     | Bye                        | GBR B Sinden D 0–2   | Não avançou          | Não avançou          | Não avançou          | Não avançou          | Não avançou | [ 10 ] |
| Gibson Mara   | Mais de 80 kg | EOR K Mehdipournejad D 1–2 | Não avançou          | Não avançou          | Não avançou          | Não avançou          | Não avançou          | Não avançou | [ 11 ] |